# Vanessa Mae
Vanessa-Mae Vanakorn Nicholson, conocida como Vanessa-Mae (en chino:陈美,pinyin:Chén měi) (Singapur, 27 de octubre de 1978) es una violinista singapurense de formación clásica pero que se ha hecho famosa por sus grabaciones en las que mezcla piezas clásicas con pop, jazz, techno y otros ritmos modernos. La grabación que le dio la fama internacional fue The Violin Player (1994).

## Biografía

### Primeros años
Hija de la abogada y pianista clásica china Pamela Soei Luang Tan y del empresario hotelero tailandés Vorapong Vanakorn, fue bautizada como Chen Mei Vanakorn.

### Inicios
Su primer acercamiento a la música, más allá de oír en casa el piano de su madre, tuvo lugar en un jardín maternal de Singapur, donde fue incentivada a jugar con un piano. Después del divorcio de sus padres, Vanessa se mudó a Londres cuando tenía cuatro años y se ubicó con su madre y el nuevo marido de esta en el barrio de Kensington, en Londres occidental.
Una vez instalados en la casona de Kensington, Graham Nicholson formalizó la adopción de Vanessa y le dio su apellido, que Vanessa usaría en segundo lugar, después de su Vanakorn natal. Hasta los cinco años, Vanessa Mae solo había tenido contacto con el piano, pero su padrastro influyó en la incorporación del violín al repertorio de actividades de la pequeña Vanessa que también asistía a clases de danza clásica. Nicholson, además de abogado era violinista y se ilusionaba con tener a su hija como acompañante. Así, Vanessa Mae tuvo su primer acercamiento al violín a los cinco años, en la escuela, aunque todavía solo como un juego. 
Estudió en la escuela primaria Francis Holland y acompañando a sus padres a conciertos y óperas. Para perfeccionar su técnica sus padres la enviaron al Conservatorio Central de China, en Pekín, donde tomó clases de violín con un prestigioso profesor local, el Sr. Lin Yao Ji. Además, se inició en el estudio del idioma mandarín y elaboró trabajos prácticos para su escuela de Londres. A los diez años sus padres le compraron un costoso violín fabricado por el lutier italiano Giuseppe Guadagnini en 1761.
Por otro lado tuvo su primer concierto como solista acompañada por la Orquesta Filarmónica de Londres. Su precocidad musical y talento natural fue bien visto por el director del Royal College of Music, quien la admitió como alumna regular con tan solo once años para tomar clases avanzadas con el profesor Félix Andrievsky. En 1991, a los 12 años, inició una gira internacional junto a la agrupación London Mozart Players, el "Mozart Bicentennial Tour". Además, realizó tres grabaciones clásicas para el sello Trittico: "Violin", "Kids Classics" y "Tchaikovsky & Beethoven violin Concertos".
Su madre ya se había hecho cargo de su representación, oficiando de mánager (cargo que ocuparía hasta 1999), productora, consejera artística y pianista acompañante. En 1992, a los catorce años, finalizó sus estudios en el Royal College of Music y dos años más tarde, con solo 16 años firmó un contrato con EMI Music para grabar tanto música clásica, como pop.

### Profesionalismo
Así, en 1995, armada con un nuevo violín eléctrico de la firma americana Zeta, Vanessa grabó su primer álbum pop, titulado "The Violin Player". Este disco la mostró con un estilo al que ella misma bautizó como "fusión tecno-acústica".
Para los demás temas del disco se recurrió a la creatividad de Mike Batt, un experto en música pop instrumental. Los casi 3 millones de álbumes vendidos le aportaron importantes ganancias y pedidos de presentaciones en vivo desde todo el mundo. El primer vídeo comercial puesto a la venta se filmó también en 1995, bajo el título Live at the Royal Albert Hall. También organizó una gira mundial que la llevó a dar docenas de conciertos por toda Europa y Asia, "The Red Hot Violin Player World Tour". Incluso cruzó el Atlántico y aterrizó en los Estados Unidos, donde brindó algunos conciertos y tuvo el honor de ser la primera artista extranjera invitada a interpretar The Star-Spangled Banner, el himno nacional de los Estados Unidos de América, emocionando al público de Chicago.
También en el año 1995 llegaron los primeros reconocimientos internacionales materializados en la forma de premios. 

### Crecimiento
En el álbum The alternative Record (intermedio entre simple y un LD, con 25 minutos de duración), adaptó el tema Classical Gas al ritmo del reggae jamaiquino y exploró nuevos sonidos en obras ya estrenadas anteriormente. A pesar de esta fusión, Vanessa Mae no abandonó su repertorio clásico. La gira de 1996 dio lugar a otro vídeo comercial grabado durante la segunda visita a Alemania, en septiembre de 1996, titulado Live at the Berlin Philharmonie. También en 1996, Vanessa inició su relación musical con los automóviles más lujosos del mundo. 
El siguiente evento trascendente fue el lanzamiento del álbum The Classical Album #1, que marcó su regreso al repertorio clásico. Este lanzamiento vino a cumplir con la promesa que había hecho a sus fans, de que mantendría sus carreras clásica y pop de forma paralela. En el año 1997, trajo un nuevo Premio ECHO, esta vez denominado "Clásicos sin Fronteras". Por entonces, en compañía del compositor Andy Hill recibió el encargo de componer una obra para musicalizar la celebración de reunificación de China y Hong Kong. La obra resultante fue una magnífica pieza titulada Happy Valley.
En 17 de septiembre de 1998 tocó en Argentina junto a los Backstreet Boys la canción I'll Never Break Your Heart
Grabó un disco con música china en la forma de tres obras: un concierto chino, un arreglo sobre Turandot, la ópera de Puccini y Happy Valley. El disco se tituló China Girl. Llegó hasta Estados Unidos para un concierto en la Avenida Madison de Nueva York. También en aquel año, Vanessa colaboró en los discos de otros artistas, como invitada como en el primer track The Velvet Rope, del álbum homónimo de Janet Jackson.
Otro evento trascendente de aquel año fue el lanzamiento del álbum pop "Storm" y de este llegó una nueva gira mundial, la Storm on World Tour con el cual realizó múltiples conciertos por Europa, Asia y América. Se incluían un par de temas de discos anteriores: Donna Summer y Embrasse Moi fueron las canciones en las que Vanessa puso su voz. Además tuvo una actuación en un cortometraje mudo titulado The violin fantasy, junto a Vasko Vassilev, también tuvo su primer recital transmitido en vivo y su debut como modelo.
The Original Four Seasons and Devil Trill Sonata – The Classical Album #3, The Italian Album aparece en su catálogo de discos clásicos. También dio un mini recital en el Parque de la Costa, en Argentina, donde también asistió como invitada a los programas de Susana Giménez y Georgina Barbarossa. Otro hecho importante fue la invitación que le hizo el director y arreglista George Martin (exproductor de Los Beatles) para colaborar en un tema.
Ya en el año 2000 compuso la pieza titulada The Power of C. El 6 de mayo, Vanessa tocó en el Royal Albert Hall cuando interpretó su particular versión de Storm junto a Vasko Vassilev y otro violinista, con motivo de la apertura de la ceremonia de entrega de los premios "Classical Brit Awards". Esta participación en la entrega del prestigioso galardón iba a ser la primera de varias, y hoy en día, Classical Brit Awards y Vanessa-Mae son casi sinónimos.

### Nueva imagen
La señora Pamela Nicholson se desvinculó de su hija en el año 2000. Esto ocurrió justo un día antes del cumpleaños número 21 de Vanessa. En un principio la separación sería estrictamente laboral, pero la Sra. Nicholson no estaba dispuesta a relacionarse con su hija de otro modo que no fuera el empresarial. Apenas un mes más tarde, por desacuerdos entre ella y su mánager Mel Bush, aparentemente por la vinculación de este con el flamante cuarteto femenino de cuerdas bond, era buen momento para terminar también aquella relación que se había prolongado durante siete años. Así pues, no sin demandas judiciales de ambas partes, Mel Bush se apartaba de la carrera de Vanessa-Mae para siempre. 
Además se desvinculó por siempre de Gay-Yee Westerhoff quien fuese una de las chelistas que tocaban en los coros de la artista, la cual dejó esta banda para formar su propio cuarteto. Después de probar suerte con otro mánager, y luchando contra sus propias dudas, Vanessa decidió que ya estaba lo suficientemente madura como para prescindir de un mánager. Así fue que reunió a sus mejores colaboradores y fundó su propia empresa a la cual llamó "Fretless".
Finalmente, en mayo del 2001, el lanzamiento del álbum “Subject to Change” trajo una nueva imagen de la artista, ritmos estrictamente contemporáneos, con algunos aires étnicos y mucho sintetizador, además de un nuevo y efectivo intento por introducirse en el mundo de la canción. Tres temas llevan su voz; uno en inglés, otro en francés y un último en castellano. Además, renovó el plantel creativo al incorporar al compositor y productor Youth (quien ya había colaborado en los arreglos de "Power of C" y "Devil's Trill") y agregó a su plantel de violines el estilizado y transparente "Clear" fabricado en acrílico por Ted Brewer.
Este álbum dio paso a una gira por toda Europa, llamada "Tour of Change". Vanessa se hizo un tiempo para grabar un sencillo junto a la banda de DJ Sakin & Friends (el mismo grupo con quien había colaborado con el tema "Reminiscing" para "Walk on Fire", en 1999).
Vanessa recibió un nuevo premio durante este año. MTV Asia decidió premiarla como "Mejor artista Crossover del año", en una ceremonia que se celebró en Hong Kong. El 2002 comienza en los Estados Unidos y allí, el 7 de marzo se abrieron oficialmente los Juegos Paralímpicos donde Vanessa musicalizó la ceremonia, interpretando "Storm". Los recitales en São Paulo y Río de Janeiro recibieron apenas una tibia acogida por parte del público y los medios, más afectos a otros géneros musicales.
A principios de 2003, apareció en el álbum de Prince, "Expectation". Este incluía cuatro canciones en las que colaboraba Vanessa y colabora con la neerlandesa Candy Dulfer entre otros. Este es un disco de jazz experimental que Prince publicó a través de su página web.
También en 2003 participó en la entrega de los Premios Classical Brit, siendo la elegida para entregar la estatuilla correspondiente al rubro "artista clásico más vendedor del año". Entre 2003 y toda la primera mitad de 2004, Vanessa soportó un acoso de un médico demente de 50 años que merodeaba su casa insistentemente, llegando a convertirse en un auténtico riesgo para la artista. La policía logró detenerlo un día en que el desquiciado portaba un montón de cartas para ella y un puñal.
En 2004, se retiró de EMI y se incorporó a Sony. En septiembre lanzó su disco "Choreography", interpretando obras compuestas (a excepción de una) exclusivamente para ella por reconocidos autores europeos y asiáticos como Tolga Kashif, Vangelis, Walter Taieb, Jon Cohen, Bill Whelan y A.R. Rahman.

## Premios y distinciones
Algunos de los premios que Vanessa a obtenido a lo largo de su carrera como violinista son:
- Porin Award al Mejor álbum de música clásica extranjera
- ECHO Award, "Clásicos sin Fronteras" 1997
- Bambi Award a la "Artista clásica del año" (1995)
- ECHO Award Internacional, en la categoría "Bestseller del año 1995"
- MTV Asia "Mejor artista Crossover del año"
- “Guinness World Records” a solista más joven en grabar los conciertos para violín de Beethoven y Chaikovski
- World Music Award a la "Artista clásica mas vendedora del mundo" (1997)
- Silver Clef Award a sus "logros excepcionales en el mundo de la música pop" (1997)

### Nominaciones
- Classic Brit Awards al "Album del año" (2005) por "Choreography"
- Brit Awards por "Mejor Intérprete Británica Femenina" (1996)
- Classic Brit Awards por "Mejor Joven intérprete o grupo de música clásica británica" (2000)
- Porin Award al "Mejor Video Extranjero" (Storm)

## Discografía

### Álbumes
- Violin (1990)
- Kids' Classics (1991)
- Tchaikovsky & Beethoven Violin Concertos (Vanessa Mae) (1991/1992)
- The Violin Player (1995)
- The Alternative Record from Vanessa-Mae (1996)
- The Classical Album 1 (1996)
- China Girl: The Classical Album 2 (1997)
- Storm (1997)
- The Original Four Seasons and the Devil's Trill Sonata: The Classical Album 3 (1999)
- The Classical Collection: Part 1 (2000)
- Subject to Change (2001)
- The Best of Vanessa-Mae (2002)
- Xpectation (Jazz colaborando con Prince) (2003)
- The Ultimate (2003)
- Choreography (2004)

### Ediciones especiales
- The Violin Player: Japanese Release (1995)
- The Classical Album 1: Silver Limited Edition (1997)
- Storm: Asian Special Edition (1997)
- The Original Four Seasons and the Devil's Trill Sonata: Asian Special Edition (1999)
- Subject to Change: Asian Special Edition (2001)
- The Ultimate: Dutch Limited Edition (2004)

### Sencillos
- "Toccata & Fugue" (1995)
- "Toccata & Fugue - The Mixes" (1995)
- "Red Hot" (1995)
- "Classical Gas" (1995)
- "I'm a-Doun for Lack O' Johnnie" (1996)
- "Bach Street Prelude" (1996)
- "Storm" (1997)
- "Happy Valley" (1997)
- "I Feel Love Part 1" (1997)
- "I Feel Love Part 2" (1997)
- "The Devil's Trill & Reflection" (1998)
- "Destiny" (2001)
- "White Bird" (2001)

## Videografía
- The Violin Fantasy (1998)
- Arabian Nights (2000)
- Destiny (2000)
- The Red Hot Tour: Live at the Royal Albert Hall (1995)
- Storm On World Tour (1998)